# 六趾蛙
六趾蛙（学名：Euphlyctis hexadactylus）是印度及斯里蘭卡一種很普遍的水棲青蛙。

## 特徵
六趾蛙的頭部中等大小，吻略尖。眶間距較上眼簾為窄。鼓膜差不多如眼睛大小。前肢趾幼長及較尖，第一指較第二指長。趾間有蹼，蹼達趾尖。第四趾與第三或第五趾差不多長。指及趾上的結節非常細小。若將後肢向前放，脛跗關節可長達眼睛。牠們的皮膚光滑，頸部上、兩側及腹部有細小的氣孔。牠們背部呈褐色，在脊骨處有時會有一直紋，大腿後邊有兩條黑色斑紋。幼蛙的斑紋很美麗。

## 保育狀況
其被列為《瀕危野生動植物種國際貿易公約》附錄二的物種，被限制出口及貿易。